# Apocalypse (film)
Apocalypse (ook bekend onder de naam Apocalipsis) is een Amerikaanse christelijke actie- en sciencefictionfilm uit 1998, uitgebracht door Cloud Ten Pictures. De film speelt zich af in de eindtijd, zoals beschreven in de Openbaring van Johannes.  

## Verhaal
Bronson Pearl en Hellen Hannah zijn twee nieuwsverslaggevers voor WNN (een verbastering van CNN), die berichten over de oorlog in Israël, vlak daarna verdwijnen plotseling 187.000.000 (187 miljoen) mensen. De opname van de gemeente heeft plaatsgevonden. Vervolgens treedt de nieuwe wereldleider: Franco Macalousso (de President van de Europese Unie) op de voorgrond. Helen Hannah ontdekt via haar christelijke grootmoeder (die ook verdwenen is), dat Macalousso de antichrist moet zijn en dat ze in de eindtijd leven. Ze bekeert zich vervolgens tot het christendom. Later weet ze ook haar geliefde en collega Bronson Pearl te overtuigen en samen moeten ze strijden tegen de organisatie van de antichrist: One Nation Earth (O.N.E.). 